# Campo el General
Campo el General är en ort i Mexiko.   Den ligger i kommunen Angostura och delstaten Sinaloa, i den västra delen av landet, 1 100 km nordväst om huvudstaden Mexico City. Campo el General ligger 43 meter över havet och antalet invånare är 382.
Terrängen runt Campo el General är platt västerut, men österut är den kuperad. Runt Campo el General är det ganska tätbefolkat, med 54 invånare per kvadratkilometer. Närmaste större samhälle är Guamúchil, 19,1 km norr om Campo el General. Trakten runt Campo el General består till största delen av jordbruksmark.